# Casalmoro
Casalmoro és un municipi situat al territori de la província de Màntua, a la regió de la Llombardia, (Itàlia).
Casalmoro limita amb els municipis d'Acquafredda, Asola, Castel Goffredo i Remedello.

## Galeria

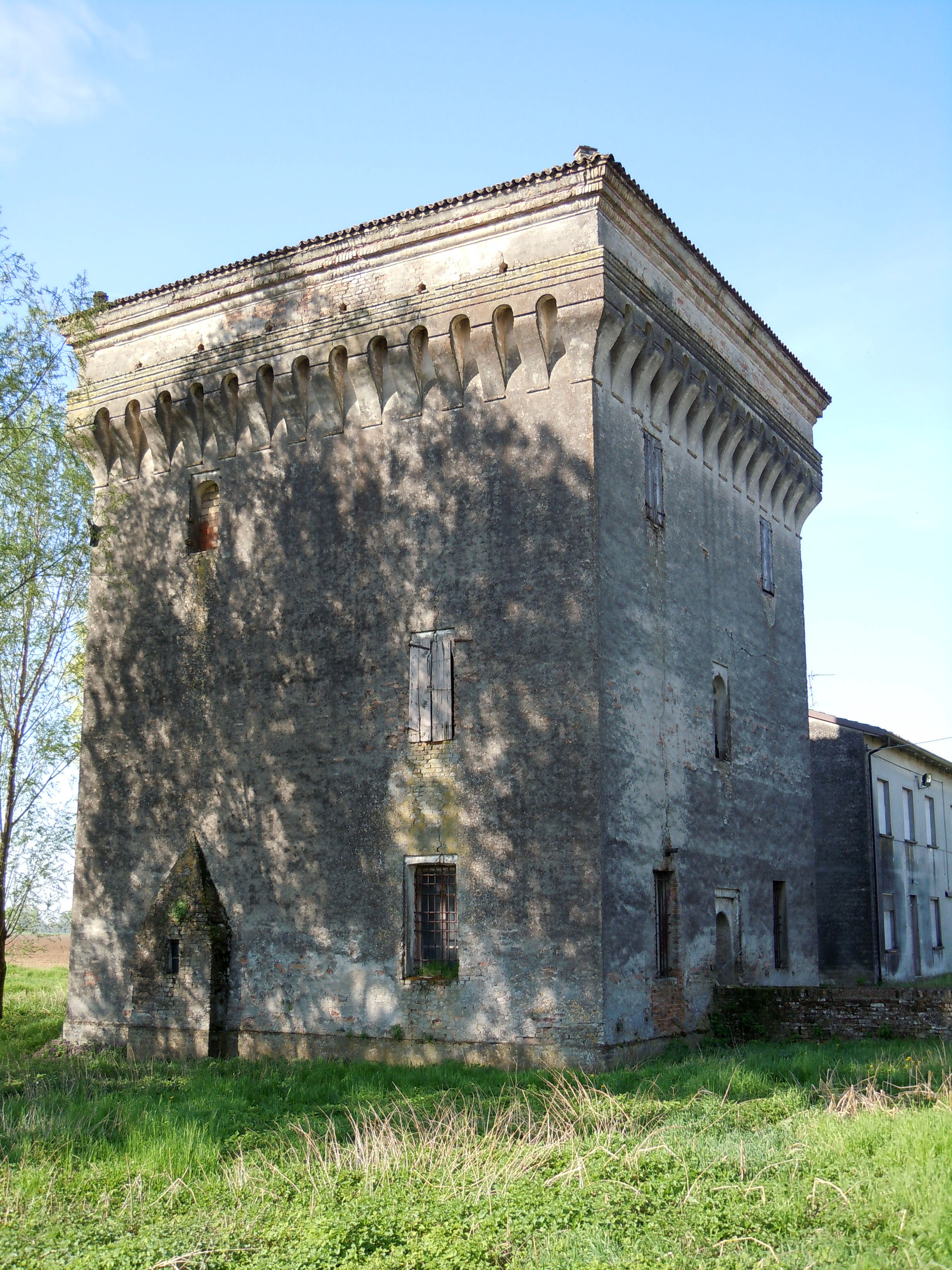
Torre Mangeri